# Коб-Покровка
Коб-Покровка (баш. Коб-Покровка) — село в Благоварском районе Республики Башкортостан Российской Федерации. Входит в состав Языковского сельсовета.

## География

### Географическое положение
Находится на левом берегу реки Кармасан.
Расстояние до:
- районного центра (Языково): 4 км,
- центра сельсовета (Языково): 4 км,
- ближайшей ж/д станции (Благовар): 18 км.

## Население
| 2002 | 2009 | 2010 |
| ---- | ---- | ---- |
| 558  | ↘553 | ↗557 |

Согласно переписи 2002 года, преобладающие национальности — русские (40 %), башкиры (39 %).